# Parafia św. Bartłomieja w Rogach
Parafia św. Bartłomieja w Rogach – parafia rzymskokatolicka, znajdująca się w archidiecezji przemyskiej, w dekanacie Miejsce Piastowe.
Parafia ma dwa kościoły: zabytkowy św. Bartłomieja i nowy pw. św.Miłosierdzia Bożego.

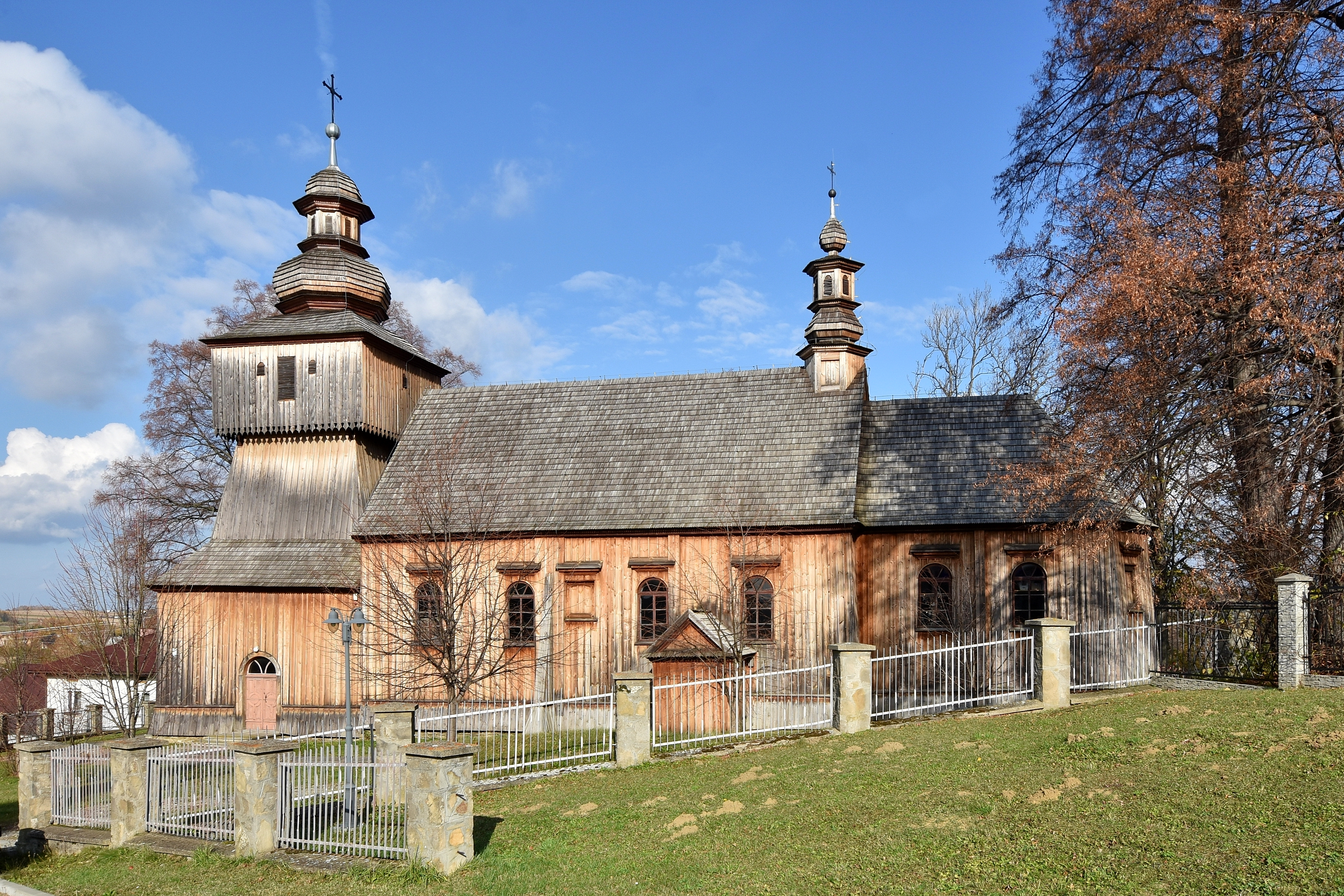
Kościół św. Bartłomieja